# Ях'я Сінвар
Ях'я Сінвар (араб. يحيى السنوار , також Єх'я Аль-Сінвар або Єхія Сінвар чи Єхіє Сінвар; 29 жовтня 1962 — 16 жовтня 2024) — палестинський лідер ХАМАСу в Секторі Гази, який замінив на цій посаді Ісмаїла Ганію в лютому 2017 року. Був одним із співзасновників апарату безпеки ХАМАС та вважався другою за впливовістю після Ісмаїла Ганії фігурою ХАМАСу.
У вересні 2015 року уряд США включив Сінвара до списку терористів, а ХАМАС і Бригади Ізз ад-Діна аль-Кассама також були визнані з боку США та інших країн і організацій терористичними організаціями. Керівник політичного крила ХАМАСу з серпня 2024 року.
За даними Міністра МЗС Ізраїлю Ісраеля Каца, Сінвар відповідальний за атаку 7 жовтня.

## Ранні роки життя
Ях'я Ібрагім Хассан Сінвар народився у 1962 році в таборі для біженців у Хан-Юнісі, коли він перебував під владою Єгипту, там він провів перші роки життя. Його родина походить з Аль-Мадждал Асшалана (Ашкелона), а до Сектора Гази вони переїхали в 1948 році. Після закінчення загальноосвітньої школи для хлопчиків у Хан-Юнісі Ях'я Сінвар вступив до Ісламського університету Гази, де отримав освітній ступінь бакалавра з арабських досліджень.

## Кар'єра
Сінвара вперше заарештували в 1982 році за підривну діяльність, і він провів кілька місяців у в'язниці Фар'а, де познайомився з іншими палестинськими активістами, зокрема Салахом Шехаде, і присвятив себе палестинській справі. Знову заарештований у 1985 році, після звільнення він разом із Раухі Муштахою став співзасновником організації безпеки Munazzamat al Jihad w'al-Dawa (Majd), яка, зокрема, працювала над виявленням ізраїльських шпигунів у палестинському русі і який у 1987 році став «поліцією» ХАМАС.
У 1988 році він організував викрадення та вбивство двох ізраїльських солдатів і вбивство чотирьох палестинців, яких він підозрював у співпраці з Ізраїлем, за що Ях'я Сінвар був заарештований, визнаний винним у вбивстві та засуджений до чотирьох довічних ув'язнень у 1989 році. Він кілька разів намагався втекти, але завжди його ловили. У 2008 році під час відбування ув'язнення в Ізраїлі йому зробили операцію з видалення пухлини в мозку, щоб врятувати життя. Сінвар відбув 22 роки свого ув'язнення і був найстаршим палестинським в'язнем, звільненим серед 1026 інших у 2011 році під час обміну полоненими на солдата ЦАХАЛу Гілада Шаліта, якого ХАМАС утримував у заручниках протягом п'яти років.
У лютому 2017 року Сінвар був таємно обраний лідером ХАМАС у секторі Газа, змінивши Ісмаїла Ганію. У березні він створив контрольований ХАМАС адміністративний комітет для сектора Гази, що означало, що він виступав проти будь-якого розподілу влади з Палестинською національною адміністрацією в Рамаллі. Ях'я Сінвар відкидав будь-яке примирення з Ізраїлем. Він закликав бойовиків захопити якомога більше ізраїльських солдатів. У вересні 2017 року в Єгипті розпочався новий раунд переговорів з Палестинською адміністрацією, і Сінвар погодився розпустити адміністративний комітет ХАМАС для Гази. Він розкритикував прихильників жорсткої лінії в Газі, які забороняли використання тунелів, які Мохаммад Дейф планував використовувати для проникнення бойовиків до Ізраїлю, перш ніж їх закрили з допомогою нових секретних ізраїльських технологій у 2017 році.
16 травня 2018 року в несподіваному повідомленні на каналі Al Jazeera Ях'я Сінвар заявив, що ХАМАС продовжуватиме «мирний, народний опір», що відкриває можливість того, що ХАМАС, який багато країн вважають терористичною організацією, може зіграти певну роль у переговорах з Ізраїлем. Тижнем раніше він заохочував жителів Гази прорвати ізраїльську облогу, сказавши: «Ми краще помремо як мученики, ніж помремо від гноблення та приниження», і додавши: «Ми готові померти, і десятки тисяч загинуть разом з нами».
У березні 2021 року він був обраний на другий чотирирічний термін як голова відділення ХАМАС у Газі на таємних виборах. Ях'я Сінвар був найвищим чиновником ХАМАС у Газі та фактичним правителем Гази, а також другим за впливом членом ХАМАС після Ісмаїла Ганія.
Повідомлялося, що 15 травня 2021 року ізраїльська авіація завдала удару по будинку лідера ХАМАСу, інформації про загиблих чи поранених не було. Удар стався в регіоні Хан-Юніс на півдні Гази в розпал усе більшої напруги між ізраїльтянами та палестинцями. Однак протягом наступного тижня він з'являвся на публіці щонайменше чотири рази. Найбільш очевидним і сміливим був на прес-конференції 27 травня 2021 року, коли зазначив (в ефірі), що поїде чи піде пішки додому після прес-конференції, і запросив міністра оборони Ізраїлю Бені Ганца ухвалити рішення про вбивство протягом наступних 60 хвилин, поки він не прийде додому. Сінвар провів наступну годину, блукаючи вулицями Гази та роблячи селфі з публікою. Заявив, що палестинський рух ХАМАС заявив, що не потребує міжнародної допомоги по відновленню території сектора Газа після бойових дій з Ізраїлем.
8 жовтня 2023 року у відповідь на атаку ХАМАСу на Ізраїль, повідомили, що Повітряні Сили ЦАГАЛу ліквідували лідера ХАМАС в його будинку в Нусіраті. Однак потім виявилося, шо під руїнами було знайдено тіло Аймана Юніса, про що підтвердили в ХАМАСі, заявивши, що лідер організації — Ях'я Сінвар.
20 травня 2024 року прокурор Міжнародного кримінального суду Карім Хан запросив ордер на арешт Ях'я Сінвара.
6 серпня 2024 року обраний на посаду голови політбюро ХАМАС, посівши місце вбитого Ісмаїла Ганії.
16 жовтня 2024 року Сінвар був ліквідований силами ЦАХАЛ в Рафаху, факт ліквідації було підтверджено дослідженням зразків ДНК. Після ліквідації місце керівника ХАМАСу в Газі посів молодший брат Яхʼї Мохаммед Сінвар.